# 八竜鉄右エ門
八竜 鉄右エ門（はちりゅう てつえもん、1942年10月26日 -没年不明 ）は、錦島部屋（1964年1月場所以降は時津風部屋）に所属した元大相撲力士。本名は檜森 鉄右衛門。秋田県山本郡八竜町（現在の三種町）出身。173cm、104kg。最高位は東十両15枚目（1964年9月場所）。得意技は右四つ、押し。
母親は檜森カヨ

## 経歴
中学時代から運動万能で相撲部と柔道部の主将を兼任し、錦嶋部屋の能代市後援会から勧められ、中学校卒業直後の1958年4月に入門した。しかし、身長が当時の新弟子検査合格基準に届かず、8か月も部屋に居候した。 
1959年1月場所に初土俵、入門当初から郷里の町に因んで「八竜鉄右エ門」の四股名を名乗った。 翌3月場所に序ノ口に在位してから腕力の強さを活かし、11場所連続で負け越し無し（幕下以下の取組が1場所8番だった時期に4勝4敗が1回あるのみで、他の場所はすべて勝ち越し。）を継続して幕下に昇進するなど、出世は順調だった。1964年9月場所に十両昇進。しかし連続負け越しで1965年1月場所に幕下陥落。同年7月場所には「八龍 信定」に四股名を改め翌9月場所で再十両を果たしたが、当場所を全休してそのまま22歳で廃業した。
新十両の場所前に、巡業先の稽古で下半身を故障させ、失意の余り廃業するつもりで自ら髷を切り、新十両の場所は丸刈り頭で出場した。当初は帰参し現役を続行したものの、この時の故障が尾を引き、再十両決定直後の場所での廃業につながったとされる。
引退後の動向は不明とされるが、1980年に週刊ポストの紙上において、元十両・四季の花範雄が現役時代に金銭の絡む八百長の仲介者として働かされたことを暴露した際は、この証言に賛同するように、元前頭・禊鳳英二・元幕下谷ノ海太一らと共に八百長を証言した。
現役時代は古武士のような風格をもった男性的な容貌と、酒豪っぷりで有名とされていた。
従弟も大隆山の四股名で錦島部屋のち時津風部屋に所属し、幕下まで昇進した。

## 主な成績
- 通算成績：168勝129敗15休 勝率.566
- 十両成績：12勝18敗15休 勝率.400
- 現役在位：41場所
- 十両在位：3場所

### 場所別成績
| | 一月場所 初場所（東京） | 三月場所 春場所（大阪） | 五月場所 夏場所（東京） | 七月場所 名古屋場所（愛知） | 九月場所 秋場所（東京）  | 十一月場所 九州場所（福岡） |
| --- | ----------------------- | ----------------------- | ----------------------- | --------------------------- | ------------------------ | --------------------------- |
| 1959年 （昭和34年） | （前相撲）              | 西序ノ口12枚目 5–3      | 東序二段116枚目 6–2     | 東序二段74枚目 6–2          | 東序二段39枚目 5–3       | 西序二段3枚目 5–3           |
| 1960年 （昭和35年） | 東三段目88枚目 5–3      | 東三段目66枚目 6–2      | 西三段目38枚目 4–4      | 西三段目34枚目 4–3          | 西三段目15枚目 4–3       | 西三段目5枚目 4–3           |
| 1961年 （昭和36年） | 東幕下82枚目 2–5        | 西三段目6枚目 4–3       | 東幕下74枚目 4–3        | 西幕下65枚目 5–2            | 西幕下52枚目 4–3         | 東幕下48枚目 3–4            |
| 1962年 （昭和37年） | 西幕下54枚目 3–4        | 東幕下56枚目 5–2        | 東幕下43枚目 4–3        | 東幕下35枚目 3–4            | 西幕下37枚目 4–3         | 西幕下31枚目 4–3            |
| 1963年 （昭和38年） | 東幕下27枚目 5–2        | 東幕下22枚目 4–3        | 西幕下20枚目 3–4        | 東幕下23枚目 4–3            | 西幕下17枚目 2–5         | 東幕下24枚目 4–3            |
| 1964年 （昭和39年） | 東幕下20枚目 4–3        | 西幕下12枚目 5–2        | 東幕下4枚目 4–3         | 西幕下2枚目 6–1             | 東十両15枚目 7–8         | 東十両18枚目 5–10           |
| 1965年 （昭和40年） | 西幕下4枚目 3–4         | 東幕下8枚目 3–4         | 東幕下11枚目 6–1        | 東幕下筆頭 4–3              | 東十両17枚目 引退 0–0–15 | x                           |
| 各欄の数字は、「勝ち-負け-休場」を示す。 優勝 引退 休場 十両 幕下 三賞：敢=敢闘賞、殊=殊勲賞、技=技能賞 その他：★=金星 番付階級：幕内 - 十両 - 幕下 - 三段目 - 序二段 - 序ノ口 幕内序列：横綱 - 大関 - 関脇 - 小結 - 前頭（「#数字」は各位内の序列） |                         |                         |                         |                             |                          |                             |

## 改名歴
- 八竜 鉄右エ門（はちりゅう てつえもん）1959年1月場所 - 1965年5月場所
- 八龍 信定（はちりゅう のぶさだ）1965年7月場所 - 1965年9月場所